# Czarna perła (film 1934)
Czarna perła – polski film fabularny z 1934 roku.

## Fabuła
Stefan, polski marynarz wdaje się w bójkę w lokalu na egzotycznej wyspie Tahiti. Rannym Polakiem opiekuje się młoda Tahitanka - Moana. Młodzi zakochują się w sobie i przysięgają sobie wierność. Postanawiają razem wyjechać do Polski. Gdy nadchodzi czas odjazdu, Stefan powodowany chciwością kradnie „święte perły” z miejscowej groty. Na miejscu w kraju zakłada własną, dobrze prosperującą firmę. Dla zysku wchodzi w układy z przestępcami, nawiązuje też romans z Reną, żoną jednego ze wspólników, przysparzając wielu cierpień swojej Moanie. Tahitanka czuje, że straci ukochanego, ponieważ nie zachowuje się jak biała kobieta. Kiedy jednak Stefan pada ofiarą napadu rabunkowego, ona jedna przychodzi mu z pomocą, osłaniając go własnym ciałem przed bandycką kulą.

## Obsada
- Reri jako Moana
- Eugeniusz Bodo jako Stefan Nadolski
- Lena Żelichowska jako Rena
- Franciszek Brodniewicz jako Torn, mąż Reny
- Michał Znicz jako Krzysztof, przyjaciel Nadolskiego
- Antoni Różycki jako Grzeszczyński
- Tadeusz Frenkiel jako lokaj
- Jan Woskowski jako Józek, barman w barze na Tahiti
- Wiktor Biegański jako dyrektor hotelu w Gdyni
- Monika Carlo jako dziewczyna w barze na Tahiti
- Henryk Rzętkowski jako Antoni, dozorca kamienicy
- Maria Zarębińska jako pokojówka Tornów
- Feliks Żukowski jako posterunkowy